# Željko Tanasković
Željko Tanasković (em sérvio:  Жељко Танасковић; Lučani, 8 de julho de 1967) é um ex-jogador de voleibol da Sérvia que competiu pela Iugoslávia nos Jogos Olímpicos de 1996.
Em 1996, ele fez parte da equipe iugoslava que conquistou a medalha de bronze no torneio olímpico, no qual atuou em todas as oito partidas.